# Ляпіс нігер

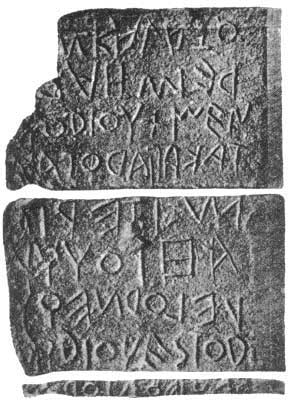
Напис на камені

Чорний камінь (лат. Lapis Niger) — квадратна поверхня із чорного мармуру на форумі в Римі. В античних джерелах говорилося, що це місце — на якому був убитий Ромул. Під плитами знайдений комплекс ранньоримських будівель, можливо, присвячених Вулкану.
Мощення з чорного мармуру (І ст. до н. е.) і сучасна бетонна огорожа (початок XX ст.) Лапіса Нігера перекривають стародавній вівтар і кам'яну брилу з одним із найдавніших відомих старолатинських написів (бл. 570—550 рр. до н. е.). Пам'ятник надбудови та святилище, можливо, були побудовані Юлієм Цезарем під час його реорганізації простору Форуму та Коміція. Крім того, це могло бути зроблено поколінням раніше Суллою під час одного з його будівельних проектів навколо курії Гостілія. Місце було повторно відкрито та розкопано з 1899 по 1905 рік італійським археологом Джакомо Боні.
Значення храму Ляпис Нігер, згадуваного в багатьох стародавніх описах Форуму, починаючи з часів Римської республіки та ранніх днів Римської імперії, було незрозумілим і таємничим для пізніших римлян, але воно завжди обговорювалося як місце великої сакральності та значення. Він побудований на вершині священного місця, що складається з набагато давніших артефактів, знайдених приблизно на 5 футів (1,5 м) нижче нинішнього рівня землі. Назва «чорний камінь», можливо, спочатку стосувалася чорної кам'яної брили (один із найдавніших відомих латинських написів) або вона могла стосуватися пізнішого чорного мармурового покриття на поверхні. Розташоване в Коміціумі навпроти курії Юлії, ця споруда вижила століттями завдяки поєднанню благоговійного ставлення та надмірної забудови в епоху ранньої Римської імперії.

## Історія
Чорний камінь відкритий археологом Джакомо Боні в 1899 році між Тріумфальною аркою Септимія Севера та курією Юлія. Під кам'яними плитами виявлена стела з найдавнішими відомими латинськими написами на камені (датуються VI століттям до н. е.).
Найдавніші писання, що згадують це місце, розглядають його як сугестум, де ранні королі Риму виступали перед натовпом на форумі та перед Сенатом. Два вівтарі часто зустрічаються в храмах протягом раннього римського або пізнього етруського періоду.
Кілька авторів раннього імперського періоду: Діонісій Галікарнаський, Плутарх і Фест згадують Ляпіс Нігер у непевний і двозначний спосіб. Вони ніби не знають, яким старим оповіданням про святиню варто вірити.
У листопаді 2008 року проливний дощ пошкодив бетонне покриття, яке захищало Вулкан та його пам'ятники з 1950-х років. Сюди входить кам'яний блок із написами, який отримав назву «Чорний камінь» або Ляпіс Нігер (мармурове та цементне покриття є сумішшю оригінального чорного мармуру, який, як кажуть, використовувався для покриття цього місця Суллою, і сучасного цементу, використаного для створення покриття та утримує мармур на місці). Тепер навіс захищає стародавні реліквії, поки покриття не буде відремонтовано, дозволяючи публіці побачити оригінальний сугестум вперше за 50 років. На жаль, характер покриттів і поточний ремонт не дозволяють побачити Ляпис Нігер, який знаходиться на глибині кількох метрів під землею.

## Галерея

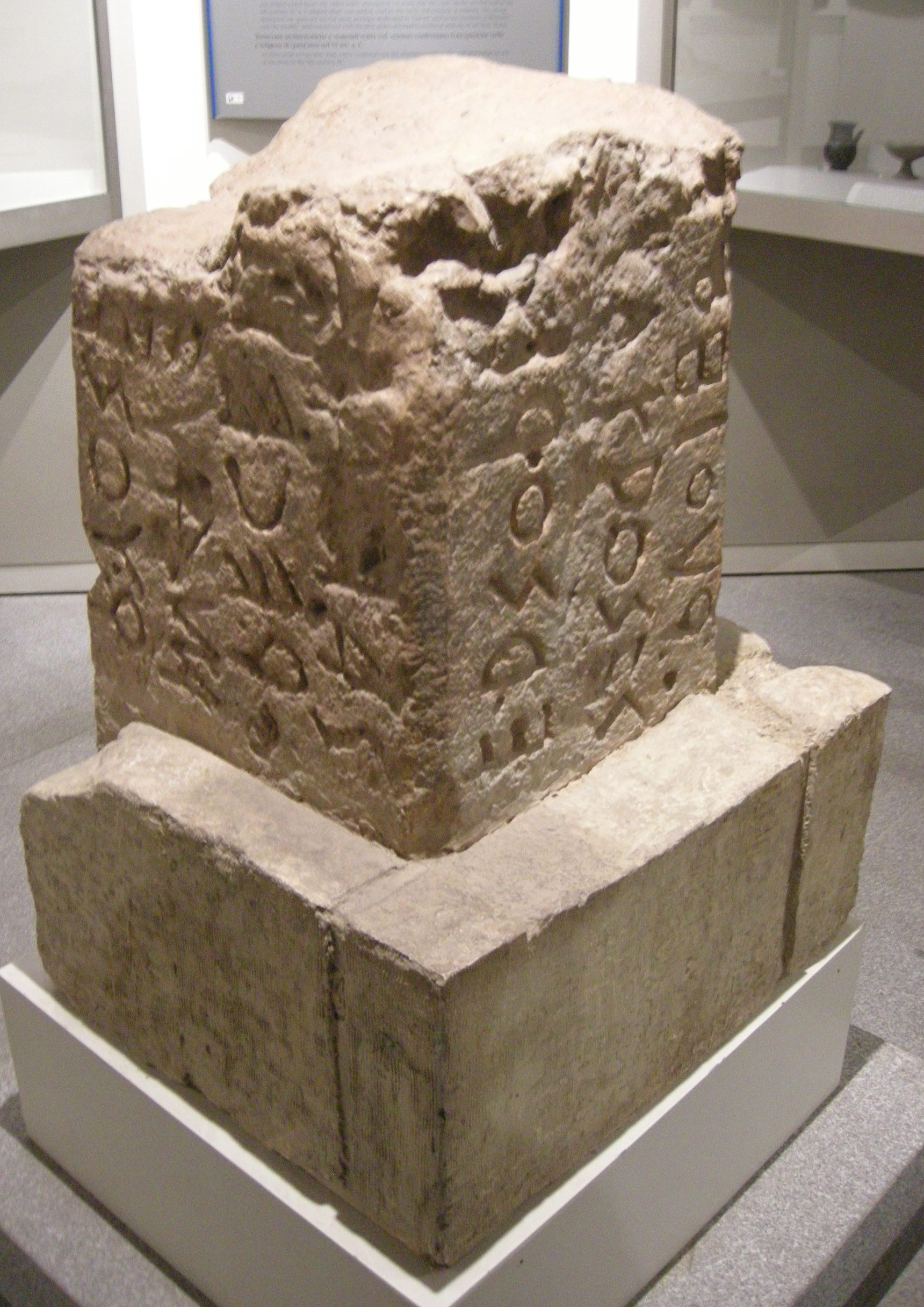
Чорний камінь у термах Діоклетіана
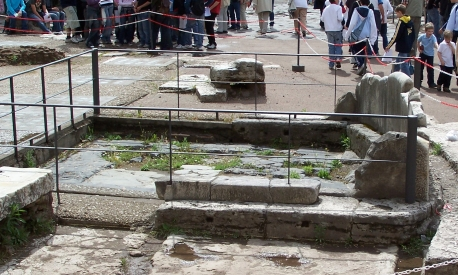
2007
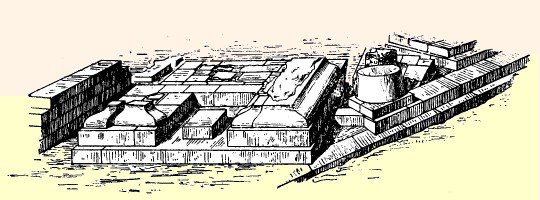
Малюнок (1906) розкопаного Ляпіса Нігеру на Римському форумі в Римі, Італія. Видно сацеллум (мініатюрне святилище; ліворуч), усічену колону з туфу (праворуч) і прямокутну стелу з написами (за заглушкою колони).
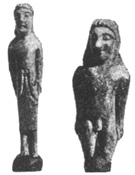
Статуя, знайдена при розкопках Чорного каменю
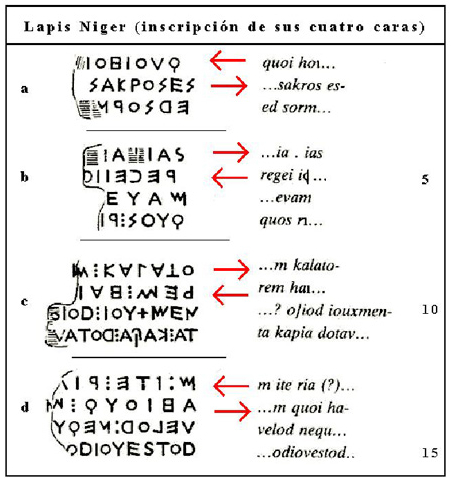
Реконструкція тексту